# Bonnschlade
Bonnschlade ist ein Ortsteil im Stadtteil Heidkamp von Bergisch Gladbach.

## Geschichte
Der Name Bonnschlade ist aus dem alten Siedlungsnamen Bornschlad hervorgegangen, der erstmals 1584 erwähnt wurde. Die Siedlung Bonnschlade wurde im 18. Jahrhundert als Bonschlader Gut bezeichnet. Das sollte charakterisieren, dass sie auf besonders „sandig schlechtem Boden“ läge. Aus der ursprünglichen Hofstelle entwickelte sich im 19. Jahrhundert ein Weiler mit 79 Bewohnern. Er war 1905 auf 16 Wohngebäude mit 92 Einwohnern angewachsen.
Die Topographia Ducatus Montani des Erich Philipp Ploennies, Blatt Amt Porz, belegt, dass der Wohnplatz 1715 als gemeiner Hof kategorisiert wurde und mit Bonschlad bezeichnet wurde.
Aus Carl Friedrich von Wiebekings Charte des Herzogthums Berg 1789 geht hervor, dass Bonnschlade zu dieser Zeit Teil der Honschaft Gladbach im gleichnamigen Kirchspiel war.
Unter der französischen Verwaltung zwischen 1806 und 1813 wurde das Amt Porz aufgelöst und Bonnschlade wurde politisch der Mairie Gladbach im Kanton Bensberg zugeordnet. 1816 wandelten die Preußen die Mairie zur Bürgermeisterei Gladbach im Kreis Mülheim am Rhein. Mit der Rheinischen Städteordnung wurde Gladbach 1856 Stadt, die dann 1863 den Zusatz Bergisch bekam.
Der Ort ist auf der Topographischen Aufnahme der Rheinlande von 1824 und auf der Preußischen Uraufnahme von 1840 als Bonschlade verzeichnet. Ab der Preußischen Neuaufnahme von 1892 ist er auf Messtischblättern regelmäßig als Bonnschlade verzeichnet.
| Jahr | Einwohner | Wohn- gebäude | Kategorie | Bezeichnung |
| ---- | --------- | ------------- | --------- | ----------- |
| 1822 | 26        |               | Hofstelle | Bonschlad   |
| 1830 | 36        |               | Hofstelle | Bonnschlad  |
| 1845 | 62        | 10            | Hofstelle |             |
| 1871 | 74        | 11            | Hofstelle |             |
| 1885 | 130       | 16            | Wohnplatz |             |
| 1895 | 103       | 18            | Wohnplatz |             |
| 1905 | 92        | 16            | Wohnplatz | Bonschlade  |

## Etymologie
Die frühneuzeitliche Schreibweise Bonnschlade lässt erkennen, dass das Bestimmungswort Bonn mit Born (= Quelle) synonym gesetzt werden muss. Das Grundwort Schlade bezeichnet in Flurnamen ein enges Tal oder eine Bergschlucht. Bonnschlade bedeutet folglich ein feuchtes und wasserreiches Tal.